# دراجيل
دراجيل إحدى قرى مركز الشهداء التابع لمحافظة المنوفية في جمهورية مصر العربية، ويحدها قرى طوخ دلكة وكفر ربيع وكفر الشبع وعمروس وكفر السوالمية وساحل الجوابر.

## التاريخ
قرية دراجيل من القرى القديمة، حيث وردت باسم «دراجين» في أعمال جزيرة بني نصر ضمن قرى الروك الصلاحي التي أحصاها ابن مماتي في كتاب قوانين الدواوين، كما وردت باسم «دراجين» في أعمال جزيرة بني نصر ضمن قرى الروك الناصري التي أحصاها ابن الجيعان في كتاب «التحفة السنية بأسماء البلاد المصرية». وفي العصر العثماني وردت باسم «دراجين» في التربيع العثماني الذي أجراه الوالي العثماني سليمان باشا الخادم في عصر السلطان العثماني سليمان القانوني ضمن قرى ولاية جزيرة بني نصر، وفي تاريخ 1228هـ/1813م الذي عدّ قرى مصر بعد المسح الذي قام به محمد علي باشا باسم «دراجيل» ضمن قرى مديرية المنوفية.

## السكان
بلغ عدد سكان دراجيل 19,074 نسمة، حسب الإحصاء الرسمي لعام 2006.